# Fano Calcio 1993-1994
Questa pagina raccoglie le informazioni riguardanti il Fano Calcio nelle competizioni ufficiali della stagione 1993-1994.

## Rosa
| N. |                   | Ruolo | Calciatore               |
| -- | ----------------- | ----- | ------------------------ |
|    | Italia (bandiera) | C     | Massimo Andreotti        |
|    | Italia (bandiera) | A     | Davide Belletti          |
|    | Italia (bandiera) |       | Bergodi                  |
|    | Italia (bandiera) | D     | Cristian Biagioni (I)    |
|    | Italia (bandiera) | D     | Gianni Ceccarelli        |
|    | Italia (bandiera) | C     | Emiliano Centanni        |
|    | Italia (bandiera) | D     | Marino D'Aloisio         |
|    | Italia (bandiera) | D     | Giovanni Deogratias (II) |
|    | Italia (bandiera) | C     | Clay Di Benedetto        |
|    | Italia (bandiera) | A     | Massimiliano Fanesi      |
|    | Italia (bandiera) | D     | Pedini Valerio           |

| N. |                   | Ruolo | Calciatore          |
| -- | ----------------- | ----- | ------------------- |
|    | Italia (bandiera) | C     | Rodolfo Giorgetti   |
|    | Italia (bandiera) | A     | Roberto Marri       |
|    | Italia (bandiera) | P     | Alessandro Misefori |
|    | Italia (bandiera) | C     | Aureliano Modesti   |
|    | Italia (bandiera) | A     | Danilo Neri         |
|    | Italia (bandiera) | D     | Leonardo Parciscopi |
|    | Italia (bandiera) | C     | Dario Sanguin       |
|    | Italia (bandiera) | A     | Andrea Silvi        |
|    | Italia (bandiera) | A     | Max Tonetto         |
|    | Italia (bandiera) | D     | Pietro Urbinelli    |
|    | Italia (bandiera) | C     | Lorenzo Urso        |

## Risultati

### Campionato

#### Girone di andata
| 12 settembre 1993 1ª giornata | Fano | 1 – 1 | Castel di Sangro |  |

| 19 settembre 1993 2ª giornata | Civitanovese | 1 – 2 | Fano |  |

| 26 settembre 1993 3ª giornata | Fano | 2 – 0 | Cecina |  |

| 3 ottobre 1993 4ª giornata | Montevarchi | 1 – 0 | Fano |  |

| 10 ottobre 1993 5ª giornata | Poggibonsi | 1 – 1 | Fano |  |

| 17 ottobre 1993 6ª giornata | Fano | 1 – 0 | Maceratese |  |

| 24 ottobre 1993 7ª giornata | Baracca Lugo | 1 – 1 | Fano |  |

| 7 novembre 1993 8ª giornata | Fano | 0 – 0 | Avezzano |  |

| 14 novembre 1993 9ª giornata | Fano | 1 – 1 | Pontedera |  |

| 21 novembre 1993 10ª giornata | Livorno | 1 – 0 | Fano |  |

| 28 novembre 1993 11ª giornata | Fano | 2 – 0 | Forlì |  |

| 5 dicembre 1993 12ª giornata | L'Aquila | 1 – 1 | Fano |  |

| 12 dicembre 1993 13ª giornata | Fano | 2 – 1 | Gualdo |  |

| 19 dicembre 1993 14ª giornata | Ponsacco | 2 – 2 | Fano |  |

| 16 gennaio 1994 15ª giornata | Fano | 1 – 0 | Vastese |  |

| 23 gennaio 1994 16ª giornata | Viareggio | 1 – 1 | Fano |  |

| 30 gennaio 1994 17ª giornata | Fano | 1 – 0 | Rimini |  |

#### Girone di ritorno
| 6 febbraio 1994 18ª giornata | Castel di Sangro | 1 – 1 | Fano |  |

| 14 febbraio 1994 19ª giornata | Fano | 2 – 0 | Civitanovese |  |

| 20 febbraio 1994 20ª giornata | Cecina | 0 – 2 | Fano |  |

| 6 marzo 1994 21ª giornata | Fano | 3 – 2 | Montevarchi |  |

| 13 marzo 1994 22ª giornata | Fano | 0 – 0 | Poggibonsi |  |

| 20 marzo 1994 23ª giornata | Maceratese | 0 – 1 | Fano |  |

| 27 marzo 1994 24ª giornata | Fano | 1 – 0 | Baracca Lugo |  |

| 10 aprile 1994 25ª giornata | Avezzano | 0 – 2 | Fano |  |

| 17 aprile 1994 26ª giornata | Pontedera | 3 – 2 | Fano |  |

| 24 aprile 1994 27ª giornata | Fano | 2 – 1 | Livorno |  |

| 1º maggio 1994 28ª giornata | Forlì | 4 – 1 | Fano |  |

| 15 maggio 1994 29ª giornata | Fano | 2 – 0 | L'Aquila |  |

| 22 maggio 1994 30ª giornata | Gualdo | 2 – 0 | Fano |  |

| 29 maggio 1994 31ª giornata | Fano | 2 – 0 | Ponsacco |  |

| 5 giugno 1994 32ª giornata | Vastese | 2 – 1 | Fano |  |

| 12 giugno 1994 33ª giornata | Fano | 0 – 2 | Viareggio |  |

| 19 giugno 1994 34ª giornata | Rimini | 1 – 1 | Fano |  |